# Villa Epecuén
 (août 2024).
Si vous disposez d'ouvrages ou d'articles de référence ou si vous connaissez des sites web de qualité traitant du thème abordé ici, merci de compléter l'article en donnant les références utiles à sa vérifiabilité et en les liant à la section « Notes et références ».
Villa Epecuén est une ancienne ville touristique située en Argentine dans la province de Buenos Aires, à 7 km au nord de Carhué. Célèbre station thermale sud-américaine créée en 1920, elle accueille des bourgeois et des aristocrates pendant l'entre-deux-guerres et se démocratise après la Seconde Guerre mondiale, attirant les classes moyennes. Elle est submergée par une crue en 1985 et réapparait progressivement la décennie suivante, au fur et à mesure que l'eau se retire, offrant depuis un paysage de ruines.

## Histoire

### Station thermale
Les eaux de la lagune Epecuén possèdent un haut degré de salinité, comparable à celui de la mer Morte, ce qui a déclenché dans la région un intérêt médical et touristique pour ses vertus curatives. En langue mapuche, une tribu indigène, Epecuén signifie : « la brûlure que laisse le sel sur la peau ». Au début du XXe siècle, la lagune commence à attirer des Argentins malades, qui s'enduisent de « fango », la boue noire du fond du lac, afin de soigner des arthrites, des rhumatismes ou encore des maladies de peau. L'arrivée du chemin de fer permet ensuite de désenclaver la région. La ville moderne a été lancée par Arturo Vatteone le 23 janvier 1921, avec l'inauguration d'un premier établissement thermal et une politique de lotissements. Une luxueuse esplanade de bois est édifiée pour les baigneurs, des hôtels, une piscine d'eau douce ou encore des terrains de tennis, devenant une station thermale réputée dans toute l'Amérique du sud. La bourgeoisie et l'aristocratie s'y pressent, ainsi que des personnalités comme les acteurs Luis Sandrini et Tato Bores (en), certaines s'y faisant construire des résidences secondaires, comme la princesse d'origine française Ernestina Maria Allaire, qui commande un château de style normand, avec une réplique de la grotte de Lourdes dans son jardin.
Après la Seconde Guerre mondiale, le régime de Juan Perón instaure les congés payés et un treizième mois, ce qui permet aux classes moyennes et aux ouvriers de venir profiter d'Epecuén. Des campings, pensions, clubs et bowlings se substituent progressivement aux hôtels de luxe. Dans les années 1960-1970 a lieu une forte expansion, la ville disposant désormais de 300 bâtiments d'hébergement et de commerce. Sa population fixe est de 1 500 personnes mais elle accueille 25 000 touristes chaque saison.

### Submersion
Le régime hydraulique de la lagune est cependant irrégulier et des travaux projetés sont abandonnés à l'époque de la dictature militaire en 1976. La situation s'aggrave après 1980, après de fortes pluies, de sorte qu'une digue est élevée pour protéger le site. C'est alors qu'une crue importante en novembre 1985 détruit la digue et submerge totalement la ville, qui doit être évacuée, pour l'engloutir sous 10 mètres d'eau. L'urgence de l'évènement amène certains propriétaires à emporter tout ce qu'ils peuvent (certaines familles partent même avec des cercueils provenant du cimetière), cependant de nombreux objets restent sur place. Aucune victime n'est à déplorer mais les sinistrés se voient accorder de très faibles dédommagements. Ceux qui en ont les moyens intentent des procès aux pouvoirs publics et touchent des sommes importantes, douze ans plus tard. Un certain nombre d'habitants migrent à Carhué, où ils ouvrent des bains et des hôtels, mais n'obtiennent pas le même succès que par le passé.
Cette catastrophe suscite plusieurs scandales, où plusieurs personnalités se voient accusées de détournement de fonds publics.
À partir de 1993, les eaux commencent à redescendre et aujourd'hui, les lieux devenus ville fantôme, sont à nouveau visible : rues, édifices (comme le clocher de l'église), quelques véhicules, arbres pétrifiés par le sel encouragent un tourisme-catastrophe. Elle sert aussi de lieu de tournage pour des films, des publicités (par exemple pour la marque Red Bull en 2014) ou encore des films. Un petit musée a aussi été ouvert dans l'ancienne gare routière. On peut noter aussi que le gare ferroviaire (abandonnée) est toujours debout.

## Galerie

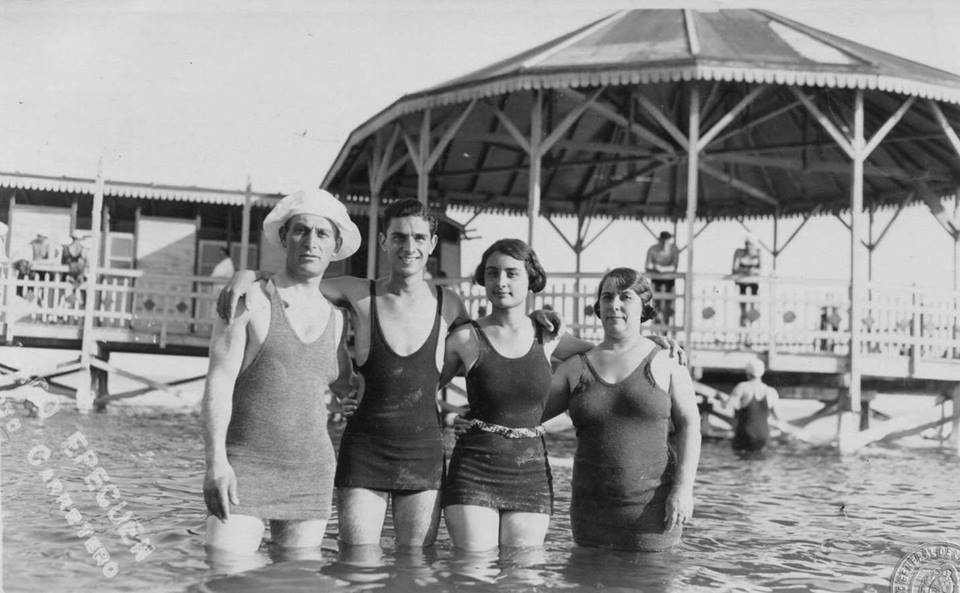
Baigneurs en 1938.
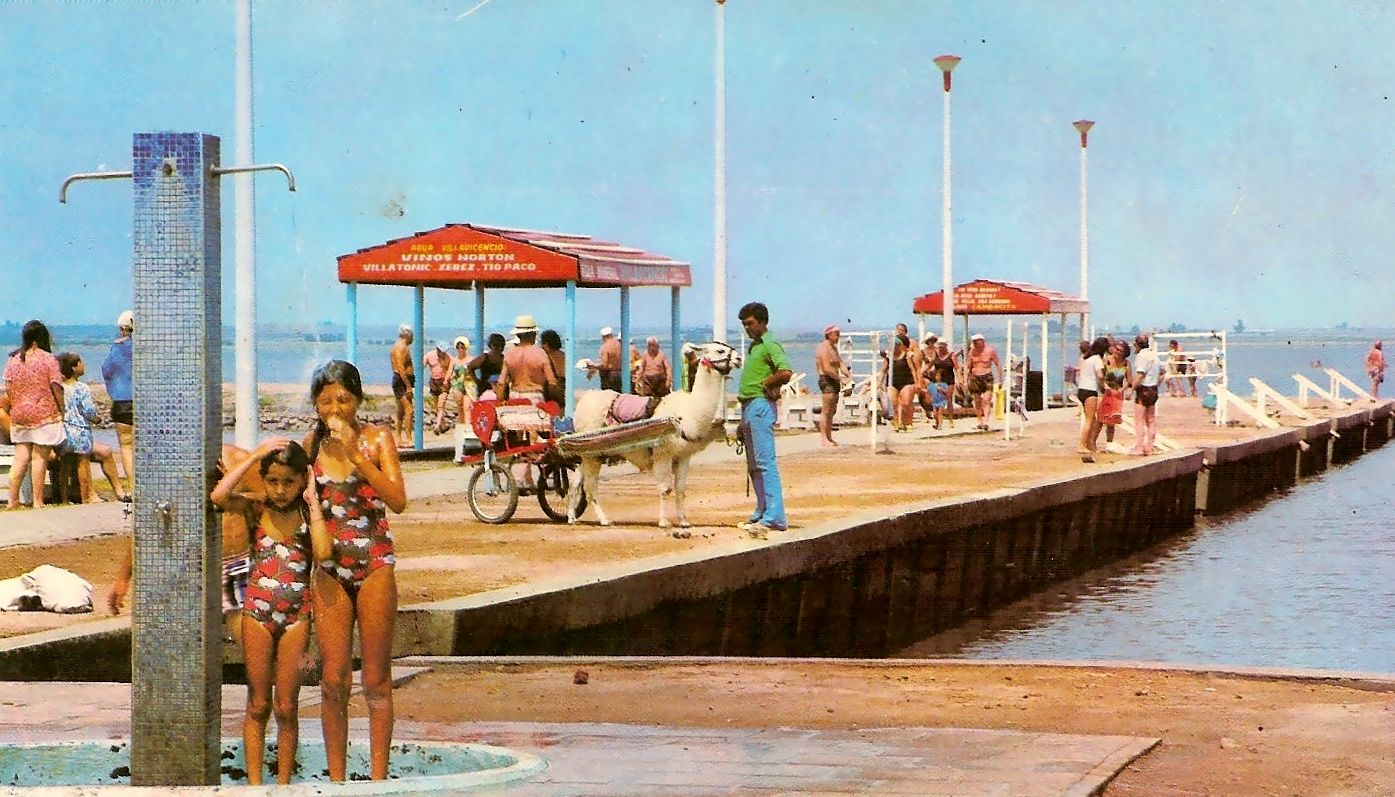
Début des années 1980.
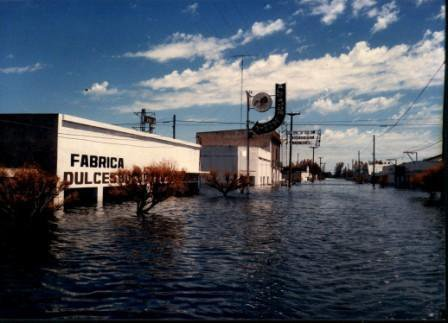
Inondation en 1985.
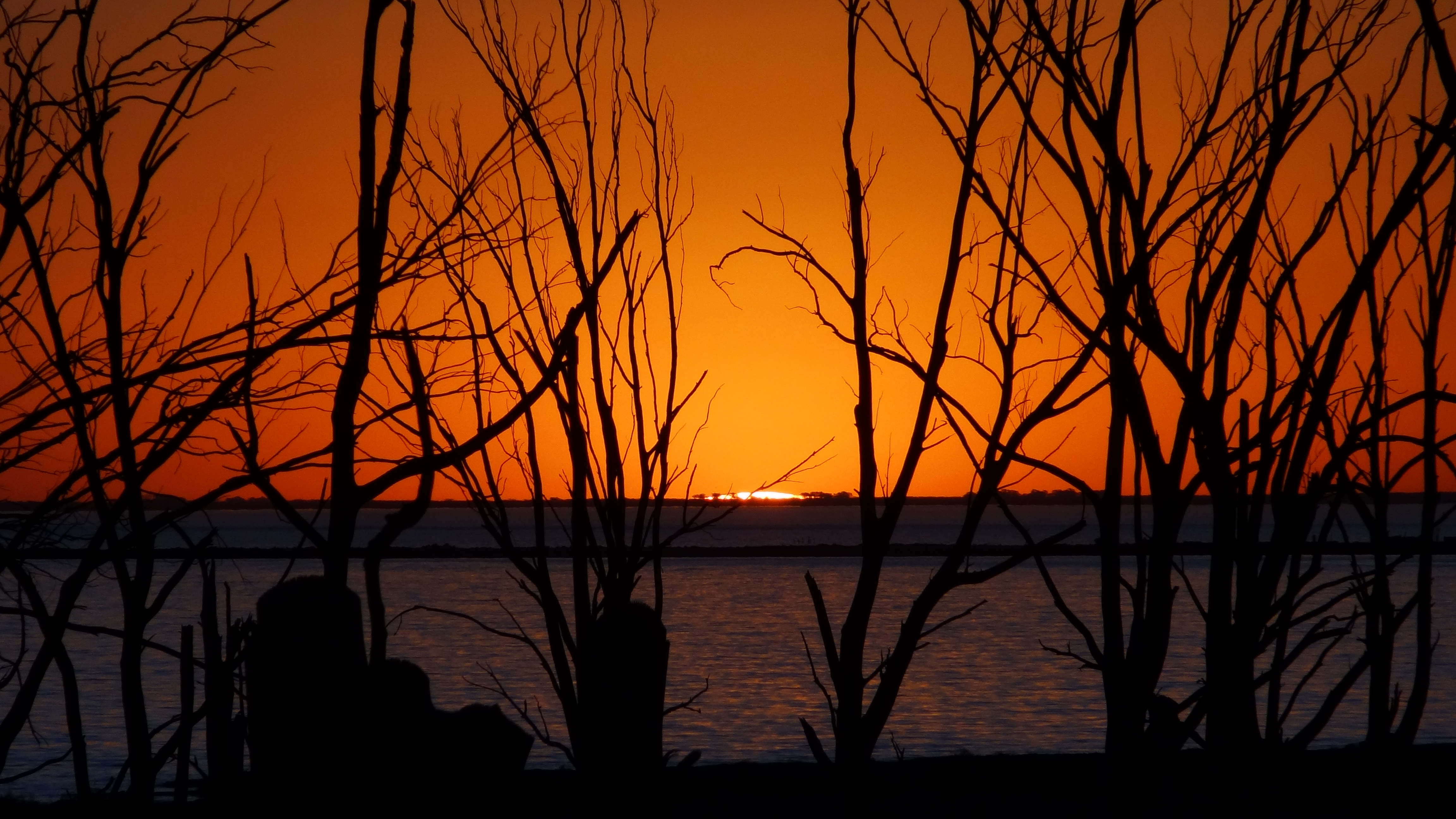
Lagune.
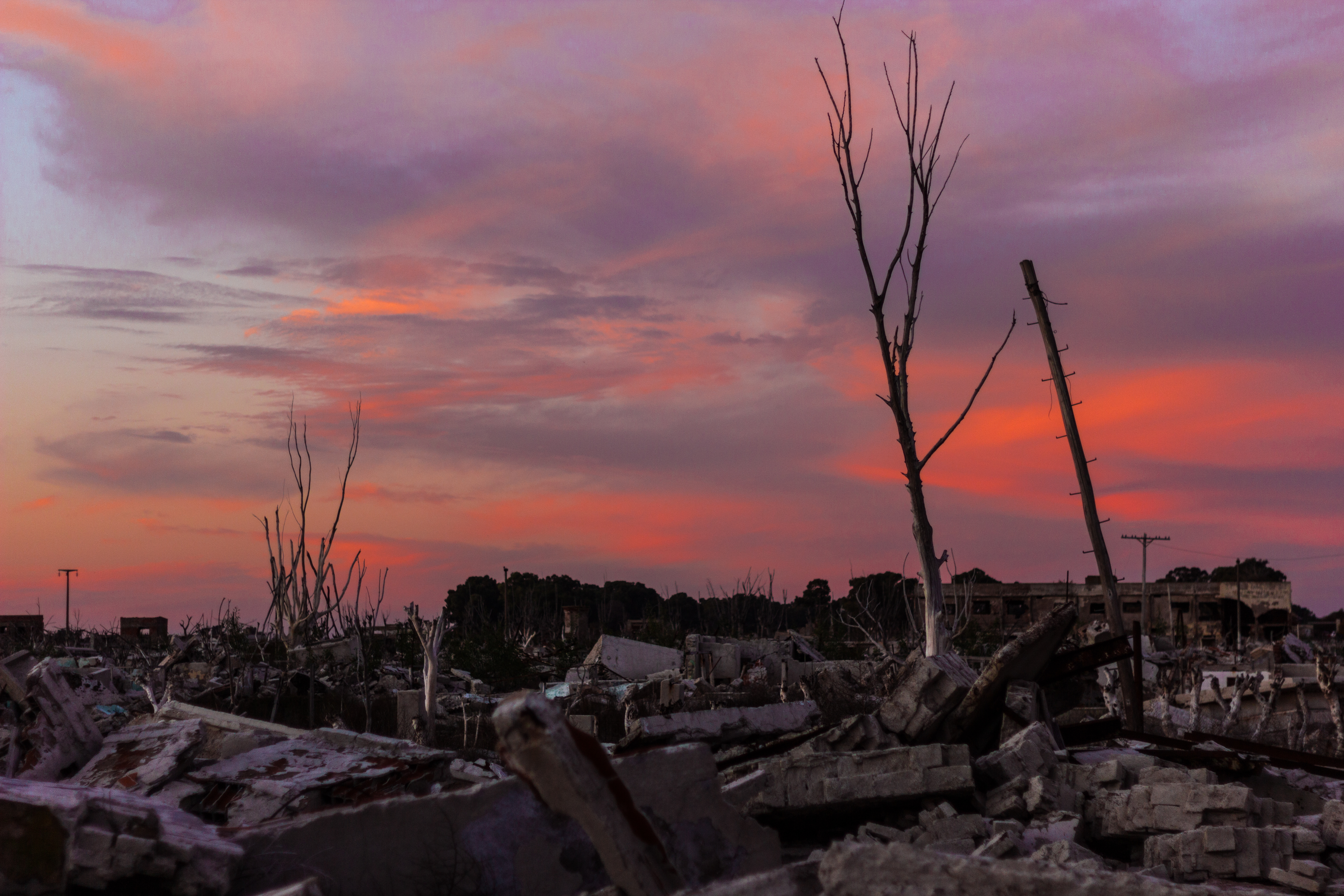
Ruines après la baisse du niveau des eaux.
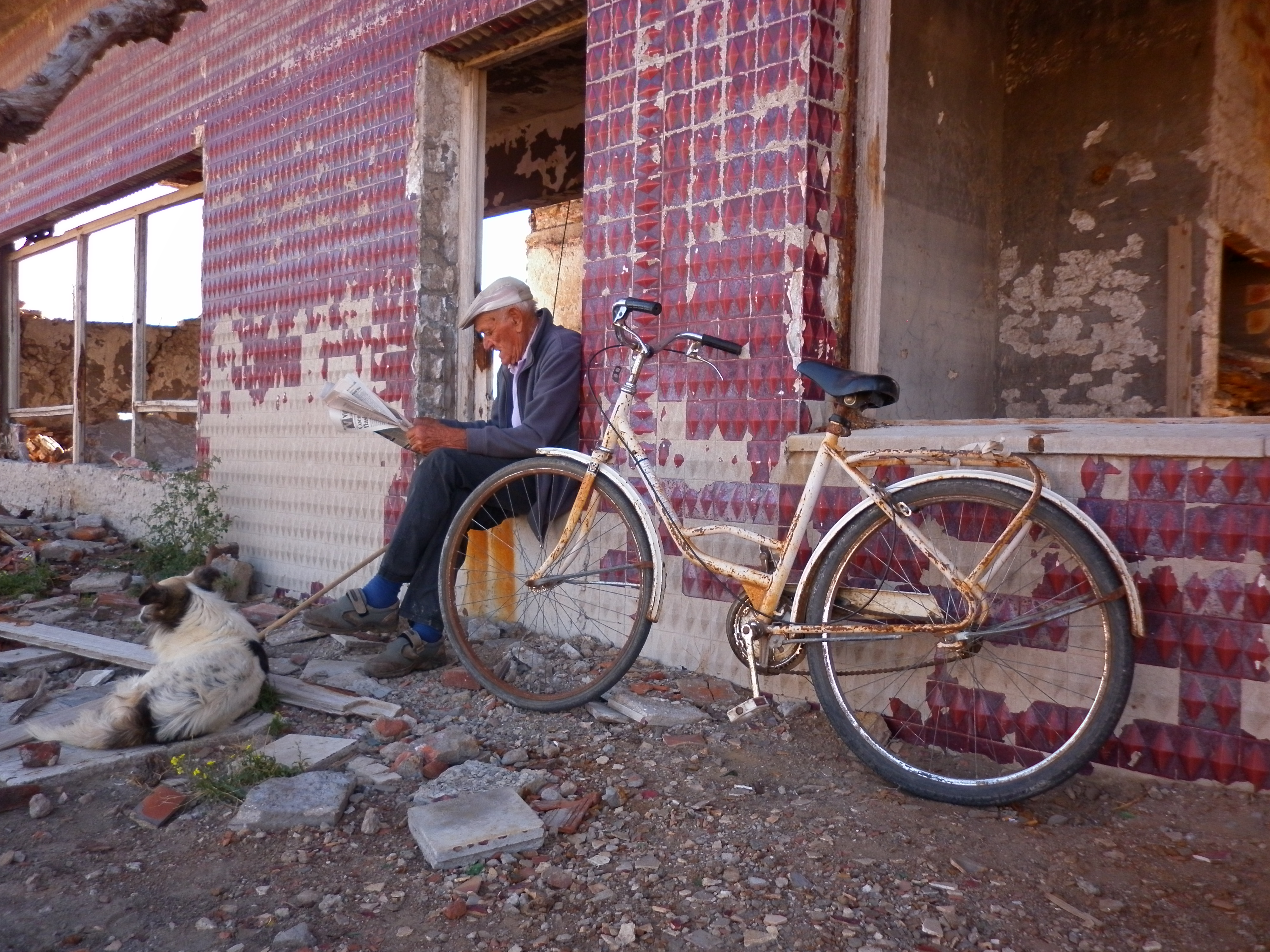
Ruines.
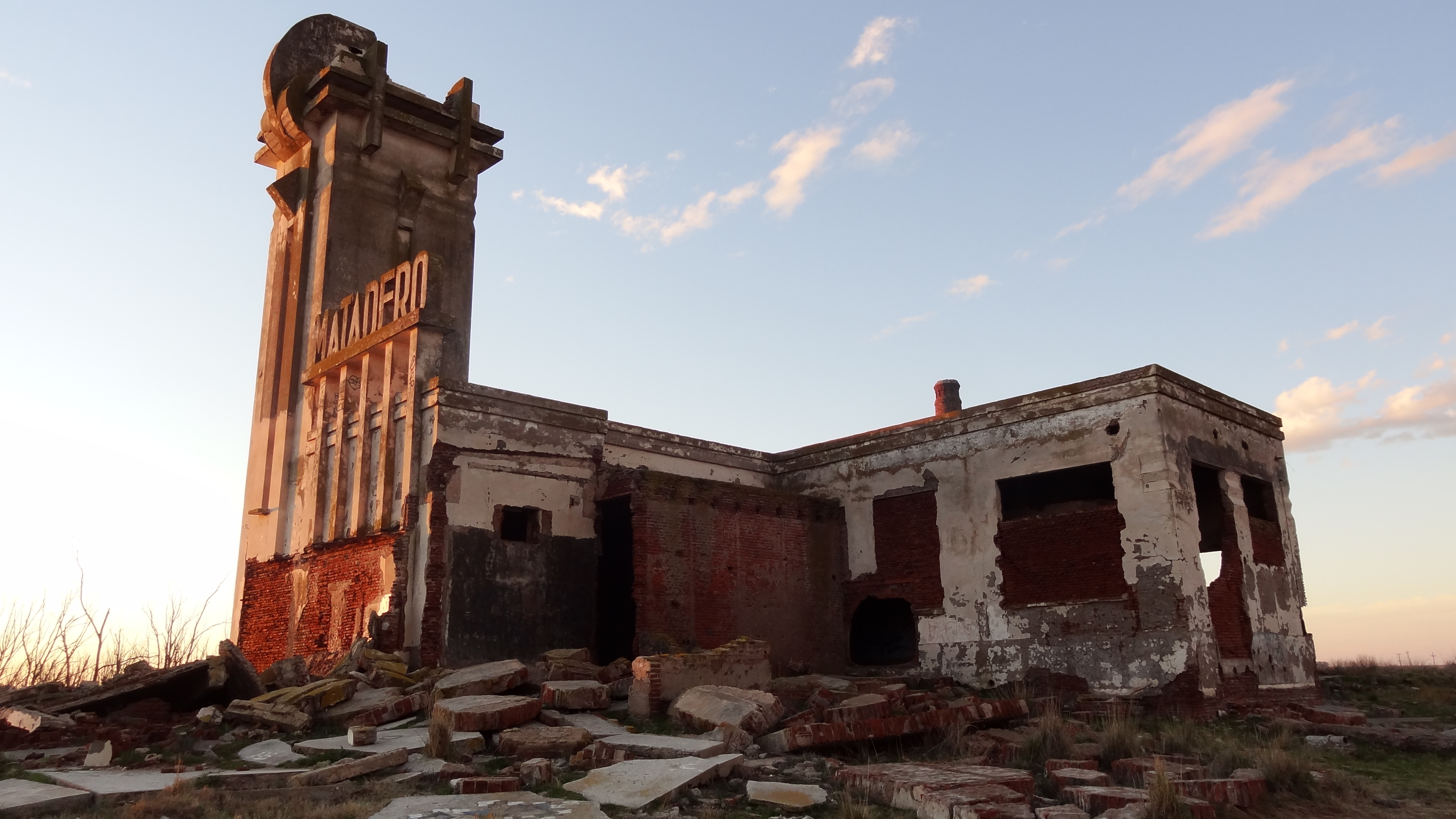
Ruines.
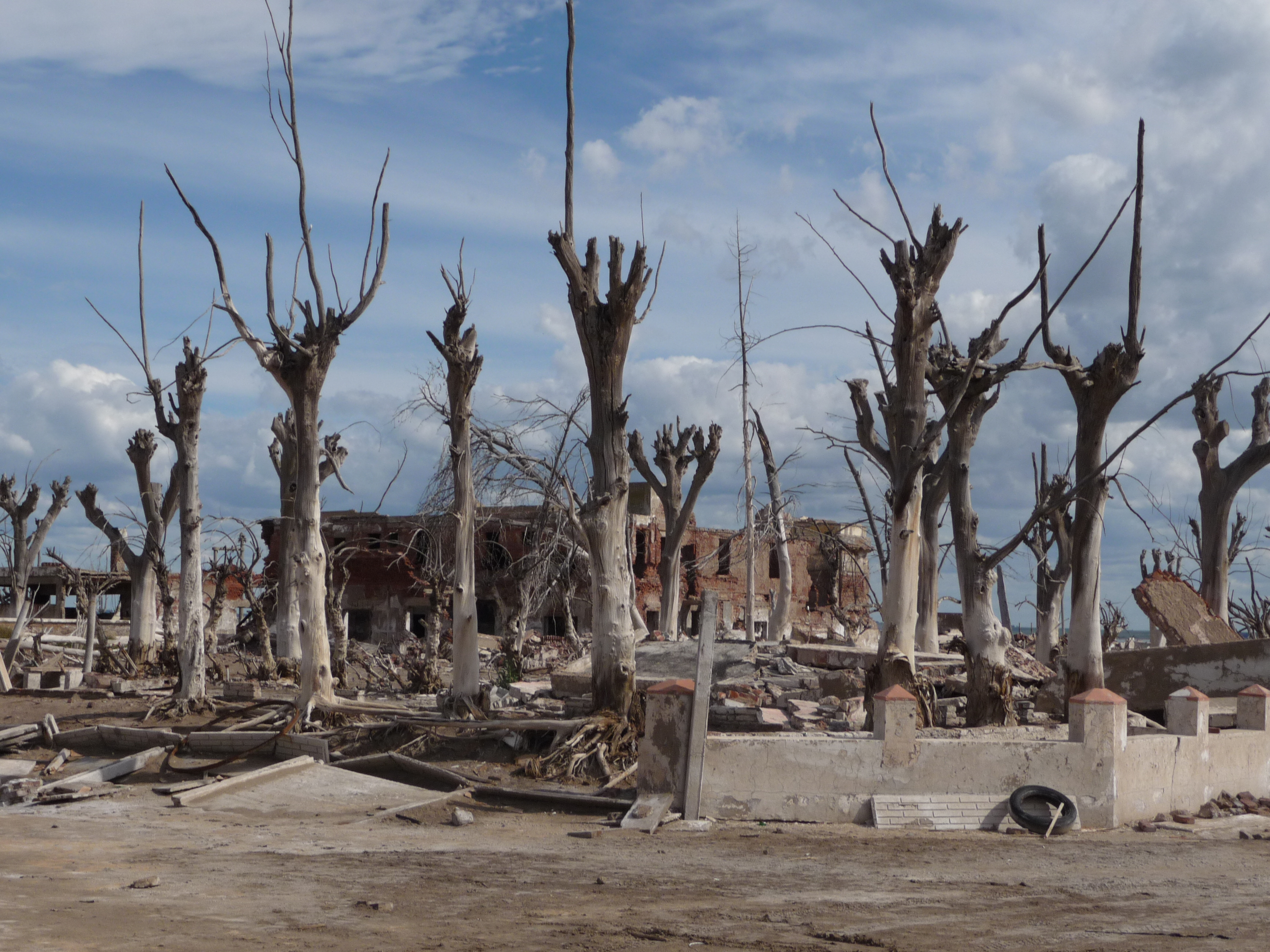
Ruines.
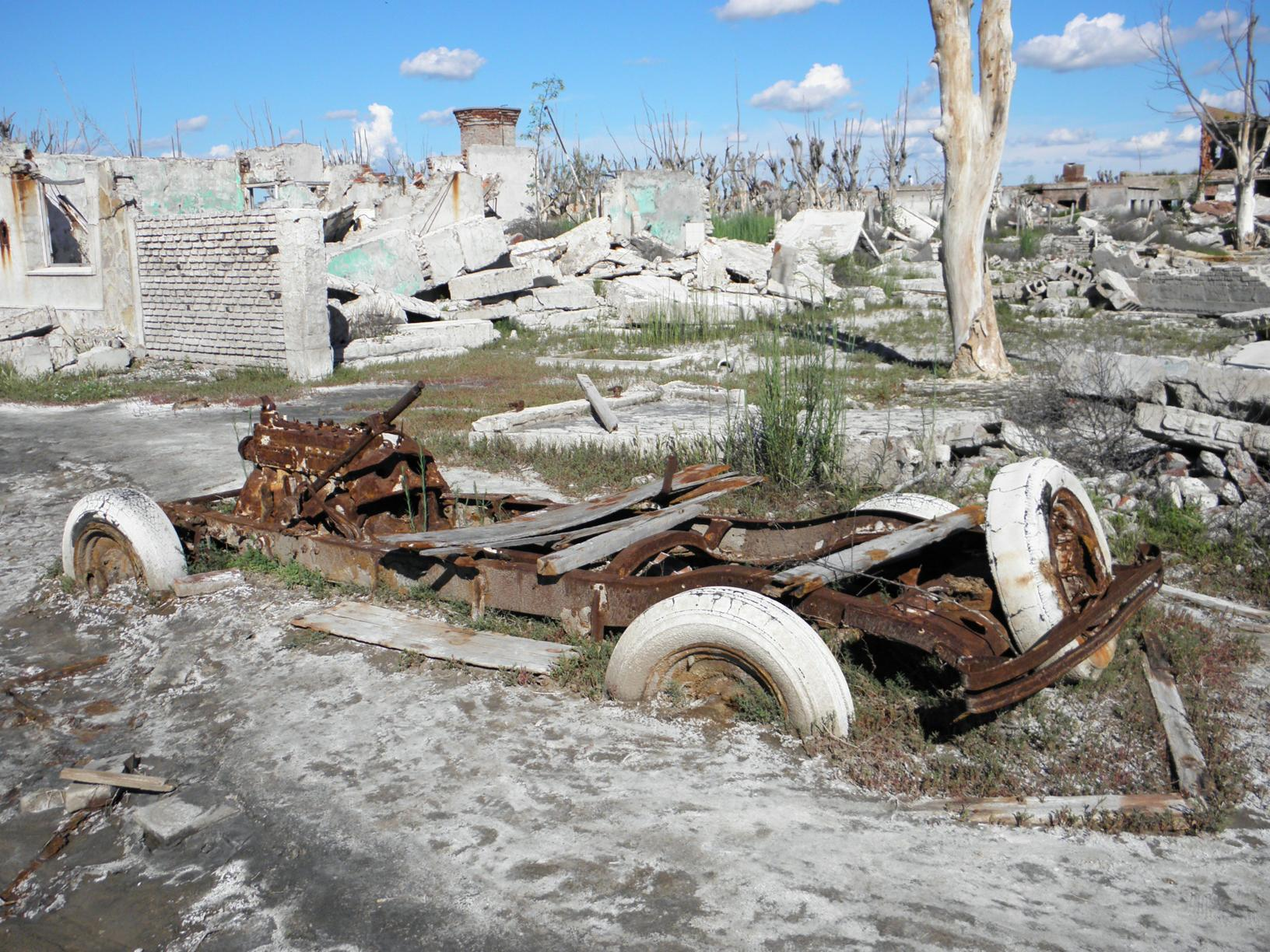
Ruines.
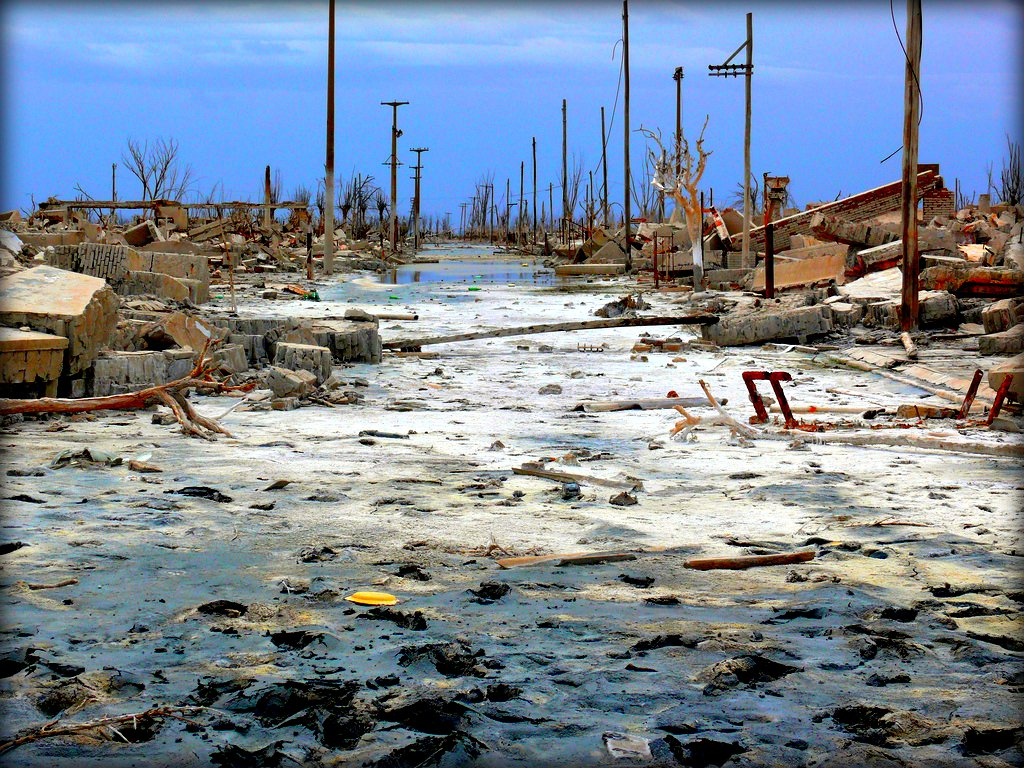
Ruines.